# Дяченко Катерина Панасівна
Катерина Панасівна Дяченко (?, село Сердегівка, тепер Шполянського району Черкаської області — ?) — українська радянська діячка, новатор сільськогосподарського виробництва, ланкова колгоспу «Нове життя» Шполянського району Київської (тепер — Черкаської) області. Депутат Верховної Ради УРСР 2-го скликання.

## Біографія
Народилася у селянській родині. Член ВЛКСМ. 
З 1944 року — ланкова колгоспу «Нове життя» села Сердегівки Шполянського району Київської (тепер — Черкаської) області. Відзначалася високими урожаями цукрових буряків та проса.

## Нагороди та відзнаки
- орден Леніна (1947)
- медалі
- грамота ЦК ВЛКСМ